# Batalla de Valmont
La batalla de Valmont, parte de la Guerra de los Cien Años en su fase lancasteriana, es el nombre que se da a dos acciones conexas que tuvieron lugar entre el 9 y el 11 de marzo de 1416 en la zona de las ciudades de  Valmont y Harfleur en Normandía. Una fuerza de asalto bajo la dirección de Tomás Beaufort, conde de Dorset, se enfrentó a un ejército francés más numeroso bajo la dirección de Bernardo VII, conde de Armagnac en Valmont. La acción inicial fue contra los ingleses, que perdieron sus caballos y su equipaje. Consiguieron reunirse y retirarse en buen estado a Harfleur, sólo para descubrir que los franceses les habían cortado el paso. Una segunda acción tuvo lugar, durante la cual el ejército francés fue derrotado con la ayuda de un sally de la guarnición inglesa de Harfleur.

## Fuerzas involucradas

### Inglesas
En enero de 1416, 900 hombres armados y 1500 arqueros llegaron para reforzar la guarnición de Harfleur, que había sido capturada en septiembre anterior tras un asedio. Dorset se llevó a 1000-1100 de estos hombres en su incursión. La fuerza estaba formada por hombres armados y arqueros.

### Francesas
D'Armangnac había traído una fuerza de 2000 hombres armados y 1000 arqueros con él desde Gascuña en enero de 1416. También podría recurrir a guarniciones y milicias locales. Rouen le envió 600 hombres armados y 50 ballesteros. Su fuerza total en Valmont fue de aproximadamente 4000 hombres.

## Acción inicial cerca de Valmont
Dorset salió de su incursión el 9 de marzo. Saqueó y quemó varias aldeas, llegando hasta Cany-Barville. Los ingleses se volvieron a casa. Fueron interceptados cerca de Valmont por los franceses. Los ingleses tuvieron tiempo de formar una línea de combate, colocando sus caballos y su equipaje en la retaguardia, antes de que los franceses lanzaran un ataque a caballo. La caballería francesa rompió la delgada línea inglesa pero, en lugar de girarse para acabar con los ingleses, cargó para saquear el equipaje y robar caballos. Esto permitió a Dorset, que había sido herido, reunir a sus hombres y conducirlos a un pequeño jardín cercado cercano, que defendieron hasta el anochecer. Los franceses se retiraron a Valmont para pasar la noche, en lugar de quedarse en el campo, lo que permitió a Dorset guiar a sus hombres bajo el manto de la oscuridad para refugiarse en los bosques de Les Loges. Las bajas inglesas en esta fase de la batalla se estimaron en 160 muertos.

## Segunda acción cerca de Harfleur
Al día siguiente, los ingleses se dirigieron a la costa.  Bajaron a la playa y comenzaron la larga marcha a través de la teja hacia Harfleur.  Sin embargo, al acercarse a Harfleur, vieron que una fuerza francesa les esperaba en los acantilados de arriba.  Los ingleses se desplegaron en línea y los franceses atacaron por la empinada pendiente.  Los franceses fueron desorganizados por el descenso y fueron derrotados, dejando muchos muertos.  Cuando los ingleses saquearon los cadáveres, apareció el principal ejército francés.  Esta fuerza no atacó, sino que se formó en terreno elevado, obligando a los ingleses a atacar.  Lo hicieron con éxito, obligando a los franceses a retroceder.  Los franceses en retirada se vieron atacados en el flanco por la guarnición de Harfleur y se retiraron para huir. Se dice que los franceses perdieron 200 hombres muertos y 800 capturados en esta acción.  D'Armagnac fue ahorcado más tarde por huir de la batalla.

## Un acto de desafío
La batalla de Valmont fue recordada posteriormente por los cronistas ingleses por un acto de desafío. En algún momento de la batalla (Burne lo coloca cuando los ingleses defendían el jardín, Strickland antes de la batalla inicial) se dice que D'Armangnac ofreció a Dorset condiciones de rendición.  Los hombres armados serían hechos prisioneros, pero a los arqueros les cortarían la mano derecha. Se dice que Dorset contestó al heraldo francés Dile a tu amo que los ingleses no se rinden.

## Resultado
Como era de esperar, los cronistas estaban divididos en su opinión sobre quién ganó la batalla de Valmont y los historiadores modernos ya no son unánimes.  Alfred Burne habló del "logro de esta pequeña banda de devotos soldados ingleses" como "épico"  y su opinión es compartida por Matthew Strickland. Newhall, sin embargo, sintió que el resultado general era "satisfactorio" para los franceses y Juliet Barker lo describe como una "ocasión desastrosa" para los ingleses.
Quizás el resumen más equilibrado sea dado por Wylie

Es cierto que el Conde de Dorset se había librado de una trampa mortal con mucho valor y coraje, pero su temeraria aventura le había costado inmensamente caro en hombres, caballos y material.